# 李恢 (三國)
李恢（？—231年），字德昂，益州建寧俞元人。東漢末及三國時蜀漢官員和將領，在蜀漢平定南中的戰爭時貢獻甚大。

## 生平

### 跟隨劉備
李恢起初在建寧郡任督郵，當時建寧令爨習犯事，因為他是李恢的姑丈，李恢本被免官。但當時的益州太守董和考虑到爨习是当地的豪强大姓，于是没有答应免去李恢的官职。
後來李恢被推薦給益州州府，李恢還未到成都就聽聞劉備在葭萌進攻劉璋，李恢知道劉璋一定會失敗，於是自稱建寧郡派來的使者，朝見劉備，最終在綿竹和劉備相遇，跟隨劉備到雒城。到雒城後被派遣到漢中接應密信請降的馬超，馬超於是離開張魯，投靠劉備。劉備佔領益州後，任命李恢為功曹書佐主簿。後來有人誣陷李恢謀反，劉備知道李恢不會這樣，更任命他當別駕從事。章武元年（221年），被任命為庲降都督，使持節領交州刺史，治所在平夷。

### 安定南中
劉備死後，高定、雍闓和朱褒分別在越巂郡、建寧和牂牁動亂，丞相諸葛亮南征時先攻越巂，並派李恢攻建寧。當時各縣結成的叛軍在昆明圍困李恢的軍隊，由於李恢的兵力太少，又無法與諸葛亮聯絡，於是利用自己出身本地的關係，向叛軍訛稱官兵糧盡，要撤退，其中有一些人想回到故鄉，希望投降不回北方。叛軍相信李恢的話，對李恢軍的圍困漸漸鬆懈，李恢於是趁機會出擊，大破叛軍，並且追擊叛軍，南至槃江，東至牂牁，聲勢與諸葛亮軍相連，最終平定南中。
李恢因在平定南中戰役之中立下大功，封漢興亭侯，加號安漢將軍。後來南夷再次叛亂，殺掉守將，李恢於是親自討伐，消滅當地土豪惡霸，並將他們的豪帥押至成都，並且獲得耕牛、戰馬、金銀財寶和皮革等作為軍需品，數量多得在那時用之不盡。
建興七年（229年），吳蜀規劃滅魏後領土分配，交州因為屬東吳所有，於是解除李恢交州刺史職位，改領建寧太守，回到故鄉任職。後來李恢遷居漢中。建興九年（231年）逝世。

## 親屬

### 父輩
- 爨習，李恢姑丈。

### 子
- 李遺，李恢死後繼承漢興亭侯。

### 侄
- 李球，李恢弟弟的兒子，蜀漢羽林右部督，炎興元年（263年）隨諸葛瞻抵抗鄧艾，於緜竹戰死。

### 孙
- 李逷：晋朝益州郡太守，与梁水郡太守董慬、建宁爨量一起反抗李雄，保住东晋宁州一方领土。

## 评价
- 杨戏：“安汉宰南，奋击旧乡，翦除芜秽，惟刑以张，广迁蛮、濮，国用用强。”
- 陈寿：“李恢公亮志业，咸以所长，显名发迹，遇其时也。”

## 艺术形象

### 三国演义
- 初次出场时支持刘璋部将黄权，力劝刘璋不要迎接刘备，被刘璋命左右赶出。后经赵云引荐归降刘备，刘备欲劝降马超，李恢毛遂自荐作为说客，说服马超投降刘备。刘备取得益州时，李恢亦收到奖赏擢用。但是在演义中并没有参加平定南中之战，诸葛亮上表出师伐魏，李恢以安汉将军，建宁太守为后军领兵使跟从北伐。二出祁山时，诸葛亮命李恢、王平把守街亭小路，以防魏军来攻，自率大军往攻祁山。六出祁山时，李恢作运送粮草之务，于斜谷口等待蜀汉北伐大军。

### 戏曲形象
- 在澄江关索戏的剧目中，有《马超认娘》、《李恢说合马超》两出关于李恢的曲目。戏曲中说李恢是马超的表兄，由于李恢的保护，马超母亲才得予保全，而马超最终归降刘备也是李恢的功劳。

### 影视形象
- 1994年电视剧《三国演义》：王志强饰演李恢

## 延伸阅读
[在维基数据编辑]
 《三國志/卷43》，出自陳壽《三國志》

| 前任： 邓方 | 蜀汉庲降都督 221年—231年 | 繼任： 張翼 |